# Бібліотека імені Михайла Стельмаха
Бібліотека імені Михайла Стельмаха — публічна бібліотека Голосіївського району міста Києва.

## Адреса
03191 м. Київ, вул. Композитора Лятошинського, 26-г,

## Опис
Площа приміщення бібліотеки — 355 м², книжковий фонд — 25,7 тис. примірників. Щорічно обслуговує 3,1 тис. користувачів, кількість відвідувань за рік — 19,0 тис., книговидач — 65,0 тис. примірників.

## Історія
Відкрито бібліотеку у 1980 році.
У 1983 році бібліотеці присвоєно Ім'я видатного українського письменника Михайла Стельмаха.
Бібліотека в мікрорайоні «Теремки-2» стала центром громадського спілкування, зустрічей з цікавими людьми, творчими аматорськими колективами, місцем творчих «бенефісів» читачів, виставок та оглядів їх творчості.

## До послуг користувачів
- обслуговування в читальній залі;
- доступ до інформаційних ресурсів через мережу Інтернет;
- доступ до електронного каталогу;
- консультативна допомога бібліографа;
- тематичні бібліографічні ресурси з актуальних питань;
- віртуальні презентації;
- творчі акції, зустрічі з цікавими людьми;
- дні інформації, презентації, бібліографічні огляди тощо.